# Avidii
Légende :
♦Patricien, ♦Plébéien, ♦Consulaire, ♦Sénatorial, ♦Équestre
Gens et Liste des gentes romaines
Les Avidii (singulier: Avidius) sont les membres appartenant à la gens romaine Avidia. Cette famille accède à des charges importantes à la fin du Ier siècle et au IIe siècle.

## Branches etcognomina
Deux branches s'illustrent à la fin du Ier siècle. Elles sont issues de deux frères portant les cognomina de Quietus (« calme, pacifique ») et de Nigrinus (diminutif de niger, « noirâtre »).

## Principaux membres

### Avidii originaire deFaventia
- (Avidius), (v.30 - ?);
  - Titus Avidius Quietus, (v.50 - v.105), ami de Pline le Jeune[a 1],[a 2], consul suffect en 93 puis gouverneur de Bretagne vers 98.
    - Titus Avidius Quietus, (v.75 - ap.125), consul suffect en 111, proconsul d'Asie.

  - Caius Avidius Nigrinus, (v.55 - ?), proconsul d'Achaïe sous Domitien, Plutarque leur dédie un traité sur l'amitié fraternelle[a 3].
    - Caius Avidius Nigrinus, (v.77 - 118), consul suffect en 110 puis gouverneur de Dacie, exécuté en 118.
      - Avidia, (v.100 - ?), épouse Lucius Aelius Caesar;
      - Avidia Plautia, (v.105 - ?), épouse de Marcus Ceionius Commodus puis de Lucius Epidius Titius Aquilinus;

### Avidii originaire deCyrrhus
- Caius Avidius Heliodorus, (v.100 - ap.140), ab epistulis, préfet d'Égypte en 138[a 4],[a 5].
  - (Caius) Avidius Cassius, (v.130 - 7/175), consul suffect, proconsul d'Asie, usurpateur en 175;
    - (Avidia) Alexandria, (v.150 - ap.175), épouse de Tiberius Claudius Dryantianus Antoneinus[1].
    - Avidius Maecianus, (v.150/5 - 175), il commande la garnison d'Alexandrie durant la révolte de son père et est tué par ses propres soldats[a 6].
    - Avidius Heliodorus, (v.160 - ap.175), exilé sur ordre de Marc Aurèle[1].

## Pour approfondir